# Мухин, Лев Дмитриевич
Лев Дмитриевич Мухин (15 октября 1936, станица Константиновская, Ростовская область — 25 апреля 1977, Ростов-на-Дону) — советский боксёр. Завоевал серебряную медаль на Олимпийских играх 1956 года в Мельбурне, Австралия в тяжелом весе, проиграв в финальном поединке Питу Радемахеру нокаутом в первом раунде. Мухин обошёл трех соперников по ходу турнира, причем всех из них отправил в нокаут.

## Биография
Родился в станице Константиновской Ростовской области. Обучался в Константиновской школе № 1, является выпускником данной школы.
Боксом начал заниматься с 1951 года в секции Ростовского облсовета ДСШ «Спартак» у тренера К. М. Соколова. В 1953—1954 гг. победил на первенствах РСФСР и СССР среди юношей. Чемпион РСФСР (1955 г.). 2-й призер чемпионатов СССР 1955, 1956 гг.
На Олимпийскийх играх 1956 года в Мельбурне (Австралия) в тяжелом весе Мухин обошел трех соперников по ходу турнира, причем всех из них отправил в нокаут и завоевал серебряную медаль, проиграв в финальном поединке Питу Радемахеру.
Победитель первенств СССР и РСФСР среди юношей (1953, 1954 гг.)
Мастер спорта СССР (1956). Получил звание заслуженного мастера спорта в 1957 году.
Ушел из жизни в апреле 1977 года.

## Награды
- Орден «Знак Почёта» (27.04.1957) — «за успехи, достигнутые в деле развития массового физкультурного движения в стране, повышения мастерства советских спортсменов, и успешное выступление на международных соревнованиях»